# San Sebastián Río Hondo
San Sebastián Río Hondo är en kommun i Mexiko.   Den ligger i delstaten Oaxaca, i den sydöstra delen av landet, 500 km sydost om huvudstaden Mexico City.
Följande samhällen finns i San Sebastián Río Hondo:
- La Reforma
- San Felipe Cieneguilla
- Tres Ocotes
- Río Molino
- Piedra Negra
- Extebe